# Carmen Casnell
Carmen Casnell (Tormo; 1889- Buenos Aires, Argentina; 1973) fue una actriz, docente y directora teatral italiana con carrera en Argentina y Uruguay.

## Carrera
Nacida como Carmen Casinelli, catalanizó su apellido eliminándole las "íes", utilizar un nombre artístico que la lanzó a la fama. Dueña de un gran talento para a actuación heredado de su padre también actor, quien en sus inicios en Argentina formó la dupla Cassano- Casnell.  Nacida en Tormo, trabaja en giras en el circo de su familia italiana; después pasa al teatro donde se destaca como primera actriz, encabeza compañía propia y desde 1947 actúa en Montevideo.
Iniciada modestamente en la escena, supo imponer la pujanza de su temperamento y llamar la atención de los autores por la firmeza de su dicción y por atractiva voz. Poco a poco los teatros centrales fueron requiriendo de su labor, siempre aplaudida, siempre ajustada a un severo estilo artístico. En una temporada de comedia nacional que hizo en la década de 1920 y que se estrenó en el Teatro Maipo, fue elogiada unánimemente por la crítica.
Fue integrante del elenco fundador de la Comedia Nacional junto a Flor de María Bonino, Martha Castellanos, Zelmira Daguerre, Mora Galián, Cotina Jiménez, Mary Marchissio, Rosita Miranda, Elsa Ubal, Rómulo Boni, Alberto Candeau, Héctor Coure, Enrique Guarnero, Guzmán Martínez Mieres, Carlos Muñoz, Miguel Moya, Ramón Otero y Horacio Preve.
Se recuerdan su actuación en 1941 con la compañía de Pedro Tocci en las obras Serenata porteña y Juan Cuello, junto  a Inés Edmonson.
En el cine argentino se destacó en la película A sangre fría en 1946, con la dirección de Daniel Tinayre y los protagónicos de Amelia Bence y Pedro López Lagar.
Con la dirección de marido encabezó una compañía con Santiago Arrieta. También hizo otras compañías como la de Rosita Arrieta, Carlos Morganti, Tito Lusiardo y Margarita Xirgu. En 1924 formó la Compañía Carmen Casnell- Antonio Mancini, teniendo en el elenco a la española Pura Díaz.
En cuanto a su vida privada estuvo casada con el uruguayo Carlos Calderón de la Barca director de escena de la Comedia Nacional, hasta la muerte de éste en 1949.

## Filmografía
- 1946: A sangre fría.

## Teatro
- La madresita
- Un cable de Londres
- En familia
- Sin novedad en el frentente
- Marius
- Jazz
- Topaze
- El hombre y sus fantasmas
- La invitación al castillo
- Exaltación
- Napoléon vuelve
- En media hora
- La Espada Desnuda
- Un momento de extravío (1923), junto con una Compañía con Federico Mansilla.
- Yo quiero que tú me engañes (1931), con un amplio elenco en las que estaban Paula Tapia, Santiago Arrieta, Isabel Figlioli, Obdulia Bouza, Margarita Tapia, Héctor Ugazio y Armando de Vicente.
- Celos (1931)
- La cruz de los caminos (1934), con Elsa O'Connor, Sara Prósperi, Julio Renato y Orestes Caviglia.
- Serenata porteña (1941)
- Juan Cuello (1941)